# Рибак Степан Йосипович
Степан Йосипович Рибак (*6 січня 1948, Отинія — †25 вересня 2023, Івано-Франківськ) — радянський та український футболіст, що грав на позиції півзахисника. Відомий за своїми виступами в івано-франківському «Спартаку» (365 матчів у чемпіонатах СРСР в класі «Б» та першій лізі), а також в армійському клубі СК «Луцьк». Чемпіон УРСР 1969 і 1972 року. Заслужений тренер України.

## Клубна кар'єра футболіста
Степан Рибак народився 1948 року в селищі Отинія, що на Покутті. Футболом захопився в шестилітньому віці. У сезоні 1963-го в 15 років дебютував у змаганнях обласної першості за дорослий склад отинійського «Колгоспника». В ту пору паралельно отримав можливість відвідувати тренування юнацької групи підготовки при команді майстрів «Спартак» в Івано-Франківську.
У 1965 році колишній футболіст та відомий на Прикарпатті тренер Михайло Турянський запросив перспективного юнака до аматорського коломийського колективу «Карпати». Разом з цією командою через рік Степан Рибак стає бронзовим призером чемпіонату Івано-Франківщини. Окрім того, у фіналі Кубка області коломияни завдяки його гольовому дублю здолали калуський «Хімік» (2:0) та стали володарями почесного трофея.
Наприкінці 1966 року Степан Рибак перейшов до команди класу «Б» «Спартак» (Івано-Франківськ), куди його запросив тодішній тренер клубу, а в минулому відомий футболіст Мирослав Думанський. У команді молодий новобранець швидко став одним із гравців основного складу. На кінець 60-х—початок 70-х років припали одні з найяскравіших сторінок у клубній історії «Спартака». Спочатку спартаківці, а з ними і Степан Рибак, у 1969 році стали чемпіонами УРСР серед команд класу «Б», а згодом в 1972 році — переможцями зонального турніру, своєрідного аналога чемпіонату УРСР. Далі «Спартак» за результатами перехідних матчів проти ризької «Даугави» здобув путівку до першої ліги СРСР. 
Проте очікуваний першоліговий дебют Степану Рибаку довелось ненадовго відкласти — разом із кількома партерами-спартаківцями його  призвали до лав Радянської Армії. Службу проходив в армійській команді СК «Луцьк» на пару з нещодавнім одноклубником Валерієм Голубцовим. 
Несподівано для самого футболіста восени 1973-го його повернули до рідного івано-франківського «Спартака». Протягом чотирьох наступних років він виступав у складі прикарпатської команди вже в першій лізі, провівши у другому за силою радянському дивізіоні 138 матчів. Як футболіст, Степан Рибак завжди вирізнявся посеред інших спартаківців своєю філігранною технікою, був неповторним майстром з виконанням штрафних та кутових ударів. 
По закінченні сезону 1977-го через проблеми зі здоров'ям передчасно завершив виступи на футбольних полях на майстрівському рівні. Наступного року провів ще один сезон, але вже в аматорській обласній першості у складі отинійської команди. Надалі в спортивній біографії Степана Рибака (тепер вже в якості тренера) ще траплялися поодинокі випадки, коли він за надзвичайних обставин змушений був виходити на поле в офіційних змаганнях чемпіонату Івано-Франківщини. Востаннє знаний майстер зробив це на початку 2000-х у 54-літньому віці .

## Тренерська робота
У 1972 році, ще в період своїх активних виступів на футбольних полях,  Степан Рибак закінчив історичний факультет Івано-Франківського педінституту. Невдовзі після завершення кар'єри гравця розпочав тренерську діяльність. Не одне десятиліття спеціалізувався на роботі з підготовки найближчого резерву для найкращих футбольних команд краю. Тривалий час працював у штаті івано-франківської СДЮШОР «Прикарпаття», пройшовши у ній шлях від рядового наставника до директора закладу. У різні роки футбольні майстер–класи  Рибака–тренера пройшли в командах спортивної школи та збірних області такі знані не лише на теренах Івано-Франківщини виконавці, як Р. Максимюк, М. Старостяк, В. Тофан, В. Ларін, Є. Ручкан, О. Піхальонок, В. Рій, І. Панчишин... Врешті за високі спортивні досягнення під час роботи в дитячо-юнацькому футболі Степану Рибаку присвоїли звання «Заслужений тренер України».
Був у тренерській діяльності Степана Рибака й досвід роботи у великому футболі. У сезоні 1981-го він працював другим тренером першолігового «Прикарпаття» (вже таку назву носив тоді рідний йому «Спартак»). Після проголошення незалежності України в ході національного чемпіонату 1992/1993 перебував на посаді начальника команди перехідної ліги «Лисоня» (Бережани) та навіть з'явився на полі у статусі її гравця під час одного з поєдинків першості. Згодом у другій половині 1993 року Степана Рибака  запросили на посаду головного тренера іншого клубу, що змагався у турнірі перехідної ліги, «Бескид» (Надвірна).  
На зламі ХХ—ХХІ ст. Степан Рибак не один сезон присвятив себе роботі з аматорським колективом «Славія», який у друголіговій першості Івано-Франківщини представляв рідну наставнику Отинію.  Від 2007-го протягом дев'яти років тренував клуб «Сокіл» (Угринів), що кілька чемпіонатів провів серед елітних команд області. Через серйозні проблеми зі здоров'ям в середині 2010-х Степан Рибак вимушено завершив тренерську кар'єру.

## Літературна творчість
У 2016 році побачила світ книга Степана Рибака «Спогади з вірою в майбутнє…». У автобіографічному художньо-публіцистичному нарисі автор здійснив спробу розповісти широкому загалу читачів про свій особистий шлях до футбольних вершин і про історію легендарного івано-франківського «Спартака» 1960-х—1970-х років. Спогади ветерана прикарпатського спорту супроводжуються корисними порадами підростаючому поколінню футболістів. Окреме місце в книзі також займають вірші-присвяти Степана Рибака улюбленій грі та своїм найближчим одноклубникам-спартаківцям.
Згодом Степан Рибак розпочав роботу над наступною книгою, вихід якої планував приурочити 50-літтю здобуття івано-франківським «Спартаком» перемоги в чемпіонаті УРСР 1972 року. На жаль, видання під назвою «Мій нелегкий футбольний марафон...» з'явилося на світ пізніше запланованої дати, вже після смерті автора у 2023 році. 

## Вшанування
У січні 2018 року в Івано-Франківську відбувся футбольний турнір до 70-ї річниці від дня народження Степана Рибака.

## Досягнення
- Чемпіонат СРСР (клас «Б», українська зона)
  -  Чемпіон : 1969
- Чемпіонат СРСР (Друга ліга, українська зона)
  -  Чемпіон : 1972
- Кубок УРСР
  -  Фіналіст : 1973